# زكية إبراهيم
زكية إبراهيم (25 يوليو 1888 - 8 أبريل 1951)، ممثلة مصرية. عملت في مقتبل حياتها مع فرقة نجيب الريحاني، ثم انضمت لفرقة علي الكسار وصارت هي بطلة عروض الفرقة لسنوات، كما عملت في السينما منذ منتصف الثلاثينات، واشتهرت بأداء شخصيات الزوجة أو الحماة القاسية، ومن أفلامها: (خفير الدرك، العزيمة، سلفني 3 جنيه، علي بابا والأربعين حرامي، ليلة الدخلة).

## افلامها
- خفير الدرك: 1936 - (زوجة عثمان عبد الباسط)
- الساعة 7 : 1937
- العزيمة: 1939
- سلفني 3 جنيه: 1939 - (حماة عثمان)
- الباشمقاول: 1940
- الف ليلة وليلة: 1941 - (زليخة)
- علي بابا والأربعين حرامي: 1942 - (زوجة على بابا)
- نور الدين والبحارة الثلاثة: 1944
- شادية الوادي: 1947
- صاحبة العمارة: 1948
- أسير العيون: 1949
- جوز الأربعة: 1950
- ليلة الدخلة: 1950 - (زوجة المعلم خرطوشى)
- حكم القوي: 1951

## روابط خارجية
- زكية إبراهيم على موقع الدهليز
- زكية إبراهيم على موقع قاعدة بيانات الأفلام العربية